# Élections législatives de 1951 dans la Mayenne
Les élections législatives françaises de 1951 se tiennent le 17 juin. Ce sont les deuxièmes élections législatives de la Quatrième République.

## Mode de scrutin
Représentation proportionnelle plurinominale suivant la méthode du plus fort reste dans 103 circonscriptions, conformément à la loi des apparentements : les listes qui se sont « apparentées » avant l'élection remportent tous les sièges de la circonscription si leurs voix ajoutées obtiennent la majorité absolue des suffrages exprimés. Il y a 629 sièges à pourvoir.
Le vote préférentiel est admis. 
Dans le département de la Mayenne, quatre députés sont à élire.

## Candidats

### Liste d'Union des Républicains populaires et de défense paysanne
| N° | Candidats | Candidats      | Parti | Principales fonctions |
| -- | --------- | -------------- | ----- | --- |
| 01 |           | Robert Buron   | MRP   | Secrétaire d'État aux Affaires économiques, député sortant, Médaille de la Résistance, Président-directeur-général de Gaumont-Actualités |
| 02 |           | Pierre Elain   | MRP   | Industriel, premier adjoint au maire de Laval                                                                                            |
| 03 |           | Louis Fourmond | MRP   | Éleveur-agriculteur |
| 04 |           | Joseph Froger  | MRP   | Employé de commerce |

### Liste du Rassemblement du peuple français
| N° | Candidats | Candidats                      | Parti | Principales fonctions                                            |
| -- | --------- | ------------------------------ | ----- | ---------------------------------------------------------------- |
| 01 |           | Jean-Marie Bouvier O'Cottereau | RPF   | Député sortant PRL, agriculteur-exploitant                       |
| 02 |           | Victor Priou                   | RPF   | Conseiller général du canton de Cossé-le-Vivien, fermier, Peuton |
| 03 |           | Maurice Garnavault             | RPF   | Tailleur et industriel en vêtements, Laval                       |
| 04 |           | Arsène Mézières                | RPF   | Fermier, bouilleur de cru, Thubœuf                               |

### Liste du Parti socialiste SFIO
| N° | Candidats | Candidats       | Parti | Principales fonctions                                                                                      |
| -- | --------- | --------------- | ----- | --- |
| 01 |           | Auguste Beuneux | SFIO  | Professeur de cours complémentaire, secrétaire de l'Union départementale FO, conseiller municipal de Laval |
| 02 |           | Joseph Trohel   | SFIO  | Cultivateur                                                                                                |
| 03 |           | Louis Brec      | SFIO  | Artisan |
| 04 |           | Raymond Monnier | SFIO  | Préparateur en pharmacie                                                                                   |

### Liste du Parti radical-socialiste
| N° | Candidats | Candidats        | Parti   | Principales fonctions                                                                           |
| -- | --------- | ---------------- | ------- | ----------------------------------------------------------------------------------------------- |
| 01 |           | Robert Moussay   | Radical | Attaché au cabinet du Secrétaire d'État à l'Enseignement technique, à la Jeunesse et aux Sports |
| 02 |           | François Ameline | Radical | Notaire, Saint-Ouen-des-Toits                                                                   |
| 03 |           | Adolphe Cendrier | Radical | Avocat, Laval                                                                                   |
| 04 |           | Constant Martin  | Radical | Ancien notaire, conseiller général du canton d'Ernée, maire d'Ernée                             |

### Liste du Parti communiste français
| N° | Candidats | Candidats        | Parti | Principales fonctions                                         |
| -- | --------- | ---------------- | ----- | ------------------------------------------------------------- |
| 01 |           | Jean Primet      | PCF   | Instituteur à La Roë, sénateur de la Seine, ancien résistant  |
| 02 |           | Arsène Deslandes | PCF   | Cultivateur                                                   |
| 03 |           | Germaine Stindel | PCF   | Directrice d'école honoraire, conseillère municipale de Laval |
| 04 |           | Louis Dufrénoy   | PCF   | Retraité SNCF, conseiller municipal de Laval                  |

### Liste de l'Union démocratique et socialiste de la résistance
| N° | Candidats | Candidats                     | Parti | Principales fonctions                     |
| -- | --------- | ----------------------------- | ----- | ----------------------------------------- |
| 01 |           | Maurice Dutheillet de Lamothe | UDSR  | Auditeur au Conseil d'État                |
| 02 |           | Jacques Bador                 | UDSR  | Professeur à l'Institut de droit appliqué |
| 03 |           | Marguerite Varaldi            | UDSR  | Biologiste                                |
| 04 |           | Maurice Rotter                | UDSR  | Négociant en pelleteries                  |

## Élus
| Député sortant                 | Parti | Parti | Député élu ou réélu            | Parti | Parti |
| ------------------------------ | ----- | ----- | ------------------------------ | ----- | ----- |
| Georges Ricou                  |       | SFIO  | Victor Priou                   |       | RPF   |
| Robert Buron                   |       | MRP   | Robert Buron                   |       | MRP   |
| Pierre Elain                   |       | MRP   | Pierre Elain                   |       | MRP   |
| Jean-Marie Bouvier O'Cottereau |       | CNIP  | Jean-Marie Bouvier O'Cottereau |       | RPF   |

## Résultats

### Résultats à l'échelle du département
- Il n'y a pas d'apparentement de conclu dans le département.
- Les sièges sont répartis à la proportionnelle entre tous les partis.

| Parti    | Parti    | Tête de liste                  | Résultats | Résultats | Sièges |  |
| Parti    | Parti    | Tête de liste                  | Voix      | %         | Sièges |  |
| -------- | -------- | ------------------------------ | --------- | --------- | ------ |  |
|          | MRP      | Robert Buron                   | 48 953    | 39,90     | 2      |  |
|          | RPF      | Jean-Marie Bouvier O'Cottereau | 34 949    | 28,49     | 2      |  |
|          | SFIO     | Auguste Beuneux                | 12 893    | 10,51     | 0      |  |
|          | Rad soc  | Robert Moussay                 | 12 788    | 10,42     | 0      |  |
|          | PCF      | Jean Primet                    | 10 085    | 8,22      | 0      |  |
|          | UDSR     | Maurice Dutheillet de Lamothe  | 837       | 0,68      | 0      |  |
|          |          |                                |           |           |        |  |
| Inscrits | Inscrits | Inscrits                       | 154 708   | 100,00    | 4      |  |
| Votants  | Votants  | Votants                        | 129 091   | 83,44     |        |  |
| Exprimés | Exprimés | Exprimés                       | 122 693   | 95,04     |        |  |